# Санти-Серджо-э-Бакко (титулярная диакония)
Титулярная диакония Санти-Серджо-э-Бакко (лат. Diaconia Sanctorum Sergii et Bacchi) — упразднённая титулярная диакония. Титулярная диакония Святых Сергия и Вакха, одна из первых семи диаконий, была учреждена Папой Агафоном в 678 году. Она была расположена в VIII районе Рима, внутри Римского Форума, рядом с Триумфальной аркой Септимия Севера. Во время понтификата Папы Григория III её здание и её небольшая часовня были расширены. В 1587 году титулярная диакония была упразднена Папой Сикстом V, а позднее, в понтификат Папы Павла V, была разрушена и сама церковь.

## Список кардиналов-дьяконов титулярной диаконии Санти-Серджо-э-Бакко
- Дезидерий, O.S.B.Cas. — (1058 — 1059)
  - вакансия (1059 — 1099);
- Альдо да Ферентино — (1099 — около 1122, до смерти);
- Грегорио Тарквини — (1122 — 1145, до смерти);
- Раньеро Марескотти — (1145, до смерти);
- Чинцио (или Цинциус, или Ценциус) — (1145 — 1148, до смерти);
- Греко (или Грекус, или Грето, или Гретус) — (1148 или 1149 — 30 августа 1149, до смерти);
- Джованни — (1150 — 1154, до смерти);
  - вакансия (1154 — 1160);
- Берардо (или Бернардо) — (1160 — 1161), псевдокардинал антипапы Виктора IV;
- Вителлий, O.S.B. — (1164 — 1175, до смерти);
- Гульельмо — (1172 — 1173), псевдокардинал антипапы Каликста III;
- Паоло — (22 сентября 1178 — 1179, до смерти);
- Паоло Сколари — (март 1179 — 1180, назначен кардиналом-священником Санта-Пуденциана);
- Оттавиано ди Паоли деи Конти ди Сеньи — (1182 — 22 февраля 1189, назначен кардиналом-епископом Остии-Веллетри);
- Лотарио деи Конти ди Сеньи — (1190 — 8 января 1198 избран поп)
  - вакансия (1198 — 1205);
- Оттавиано деи Конти ди Сеньи — (1205 — 1231, до смерти);
  - вакансия (1231 — 1288);
- Пьетро Колонна, in commendam — (18 июня 1288 — август 1290, подал в отставку);
  - вакансия (1290 — 1477);
- Габриэле Рангоне, O.F.M.Obs. — титулярная диакония pro hac vice (12 декабря 1477 — 27 сентября 1486, до смерти);
- Маффео Герарди, O.S.B.Cam. — (1489 — сентябрь 1492, до смерти);
- Джулиано Чезарини младший — (23 сентября 1493 — 29 ноября 1503, назначен кардиналом-дьяконом Сант-Анджело-ин-Пескерия);
- Франсиско Деспратс — титулярная диакония pro hac vice (12 июня 1503 — 10 сентября 1504, до смерти);
- Джованни Стефано Ферреро — титулярная диакония pro hac vice (22 декабря 1505 — 5 октября 1510, до смерти);
  - вакансия (1510 — 1517);
- Алессандро Чезарини старший — (6 июля 1517 — 14 декабря 1523, назначен кардиналом-дьяконом Санта-Мария-ин-Виа-Лата);
  - вакансия (1523 — 1533);
- Оде де Колиньи де Шатильон — (10 ноября 1533 — 5 февраля 1549, назначен кардиналом-дьяконом Сант-Адриано-аль-Форо);
  - вакансия (1549 — 1557);
- Вителлоццо Вителли — (24 марта 1557 — 6 марта 1559, назначен кардиналом-дьяконом Санта-Мария-ин-Портико-Октавиа);
  - вакансия (1559 — 1587).

Диакония упразднена в 1587 году Папой Сикстом V.